# Jesus Rolls - Quintana è tornato!
Jesus Rolls - Quintana è tornato! (The Jesus Rolls) è un film del 2019 scritto e diretto da John Turturro.
Il film è al contempo un remake e uno spin-off: è un remake in quanto rifacimento del film del 1974 I santissimi (Les valseuses) di Bertrand Blier, ed è uno spin-off in quanto ha come protagonista Jesus Quintana, personaggio proveniente dal film Il grande Lebowski (1998) dei fratelli Coen.

## Trama
Jesus Quintana esce di prigione e trova ad accoglierlo l'amico Petey. Poco dopo Jesus e Petey prendono in prestito, senza chiederlo, l'auto sportiva di un parrucchiere benestante, di nome Dominique, per andare a trovare la madre di Jesus, che fa la prostituta. Al ritorno l'intenzione dei due sarebbe quella di lasciare l'auto davanti al negozio del parrucchiere, esattamente dove l'avevano trovata, ma Dominique li scopre proprio mentre sta uscendo dal negozio e li minaccia con una pistola.
Ne nasce un confronto verbale, che l'assistente di Dominique, Marie, cerca di appianare, ma - quando Petey tenta di scappare - Dominique gli spara, ferendolo (anche se non gravemente). Jesus, Petey e Marie, unitasi ai due, fuggono rocambolescamente con l'auto di Dominique. 
Dopo questo evento, il trio vagabonda senza meta per gli Stati Uniti, imbattendosi in una serie di avventure surreali, grottesche e tragiche.

## Produzione
Nonostante i fratelli Coen, sceneggiatori, registi e produttori de Il grande Lebowski (1998), avessero dichiarato in diverse occasioni che non ne avrebbero mai realizzato un sequel, John Turturro aveva già espresso il desiderio di tornare a interpretare il personaggio di Jesus Quintana fin dal 2002. Il personaggio di Quintana era stato infatti creato da Turturro molto prima del film e in fase di ripresa aveva aggiunto numerose improvvisazioni che avevano spinto i Coen a dedicare a Jesus più spazio di quanto inizialmente previsto.
Nel 2014, Turturro ha dichiarato di aver chiesto ai Coen il permesso di utilizzare il personaggio per un film. Nell'agosto del 2016, ha annunciato che i due avevano dato il loro benestare, senza tuttavia essere coinvolti nel progetto, e che il film sarebbe stato un remake della commedia francese del 1974 I santissimi diretta da Bertrand Blier.
Le riprese sono cominciate nell'agosto del 2016 a New York e Los Angeles. Originariamente intitolato Going Places, il film è stato poi rinominato The Jesus Rolls.

## Promozione
Il trailer è stato pubblicato il 24 settembre 2019.

## Distribuzione
Il film è stato presentato in anteprima alla Festa del Cinema di Roma 2019 il 16 ottobre. È stato distribuito nelle sale cinematografiche italiane dal 17 ottobre 2019 da Europictures, in anteprima mondiale.
Negli Stati Uniti, è stato distribuito da Screen Media Films dal 20 febbraio 2020.

## Accoglienza
Il film è stato stroncato dalla critica. Il sito aggregatore di recensioni Rotten Tomatoes riporta che il 21% delle 28 recensioni professionali ha dato un giudizio positivo sul film, con un voto medio di 4,67 su 10. Il consenso comune è che "Jesus Rolls rotola via nel canale nel suo tentativo fuorviante di esplorare in ritardo la saga di un personaggio di supporto che è meglio lasciare ai margini." Su Metacritic il film detiene un punteggio del 45 su 100, basato sul parere di 10 critici, indicando "recensioni miste".